# Mindaugas Kupšas
Mindaugas Kupšas (Kaunas, 9 aprile 1991) è un cestista lituano.

## Palmarès
- Campionato lituano: 1

Žalgiris Kaunas: 2013-14
- Campionato belga: 1

Ostenda: 2019-20
- Coppa di Estonia: 1

Kalev/Cramo: 2015
- Coppa di Israele: 1

Hapoel Gerusalemme: 2019-20
- Coppa di Lega israeliana: 1

Hapoel Gerusalemme: 2019